# Comunità Valenciana
La Comunità Valenciana o Comunità Valenzana (in valenciano Comunitat Valenciana, in spagnolo Comunidad Valenciana) è una comunità autonoma della Spagna orientale. Ricalca grossomodo i confini del Regno di Valencia (Regne de València). I difensori dell'autonomia culturale, storica e linguistica della regione rispetto al resto dello Stato spagnolo preferiscono utilizzare il termine di País Valencià (Paese Valenzano), riconosciuto nello Statuto d'Autonomia della Comunità Valenciana.
La Comunità Valenciana, con più di 5 milioni di abitanti, è la quarta comunità autonoma della Spagna per popolazione dopo l'Andalusia, la Catalogna e la Comunità di Madrid. Comprende le tre province di Castellón, Valencia ed Alicante. Il capoluogo, nonché città più popolosa, è Valencia, la cui area metropolitana supera il milione di abitanti.
Confina con le comunità autonome di Murcia a sud-ovest, con la Castiglia-La Mancia a ovest, l'Aragona a nord e la Catalogna a nord-est. Le coste sono bagnate dal mar Mediterraneo. Le lingue ufficiali sono il valenciano e lo spagnolo.

## Lingue

Mappa linguistica della Comunità Valenciana

La Comunità Valenciana è caratterizzata da una complessa realtà linguistica. La regione è infatti ufficialmente bilingue. La grande maggioranza della popolazione è concentrata nelle zone costiere, tradizionalmente di lingua catalana (precisamente valenciana). Le regioni interne sono invece di lingua spagnola. L'attuale assetto linguistico si è costituito soprattutto tra il Basso Medioevo e il XVII secolo; mentre le regioni costiere furono progressivamente colonizzate da immigrati catalani, nelle regioni interne si stabilirono invece coloni aragonesi, i quali vi portarono la lingua spagnola. Vaste regioni rimasero poi abitate in maggioranza dai moriscos di lingua mozarabica e araba. L'espulsione dei moriscos e pestilenze scoppiate nel XVII secolo spopolarono poi vaste regioni dove si stabilirono altri immigrati di lingua spagnola. L'immigrazione dal resto della Spagna avvenuta a partire dal XIX secolo comportò poi una forte regressione del valenciano, soprattutto nelle province di Alicante e Valencia.

## Amministrazione
Il governo (Generalitat Valenciana) è l'organo esecutivo della Comunità autonoma (diretto da un Presidente), mentre un parlamento autonomo legifera nelle materie trasferite dal governo centrale a quello regionale.

### Province
La comunità valenzana comprende le province di:
- Castelló - Castellón
- València - Valencia
- Alacant - Alicante

In corsivo la denominazione in lingua castigliana, contrapposta a quella in valenzano.

## Urbanizzazione
La popolazione della Comunità Valenciana si concentrava in passato nelle località con suolo fertile, lungo le pianure dei fiumi più importanti (Júcar, Turia, Segura e Vinalopó). 
Importanti città storiche sono Sagunto e Dénia in epoca romana e, più avanti nella storia, Valencia, Alicante, Xàtiva, Orihuela, Elx, Gandia e Vila-real. A causa dell'industrializzazione nel 20º secolo, anche alcune città non costiere hanno aumentato notevolmente di importanza, tra cui Alcoi, Elda, Ontinyent, Petrer, Villena e La Vall d'Uixó. 
Inoltre, le piccole città di pescatori come Benidorm o Torrevieja hanno vissuto un importante aumento della popolazione negli anni, favorita soprattutto dal turismo estivo o dalla migrazione dall'estero.

## Economia
A causa del terreno piuttosto irregolare e montuoso è da sempre stato alquanto complicato sfruttare in modo efficace il suolo, nonostante sulla costa il terreno sia particolarmente fertile. 
Il mare ha facilitato i collegamenti con il resto dell'Europa e rende il porto di Valencia uno dei più trafficati del continente. 
Le risorse naturali sono scarse, l'unico giacimento minerario importante è il marmo, estratto in provincia di Alicante. 
Le risorse idrologiche sono altresì scarse. La domanda d'acqua supera la disponibilità dei fiumi, in particolare in provincia di Alicante, in cui occasionalmente vengono imposte delle restrizioni notturne sul consumo d'acqua durante il periodo estivo.
Sebbene le risorse naturali scarseggino, il clima stabile e mite durante l'estate favorisce indubbiamente il turismo, principale fonte economica della Comunità Valenciana. Lungo la costa si trovano molti alloggi residenziali occupati, durante l'estate, da turisti provenienti da tutta Europa, in particolare dalle isole britanniche, dalla Germania e dalla Scandinavia. 
Anche le esportazioni hanno un impatto importante sull'economia della regione. Le principali esportazioni sono i prodotti agricoli, le piastrelle in ceramica, i prodotti in marmo e le automobili (Ford ha una catena di montaggio ad Almussafes).

## Città principali o di interesse
- València - Valencia
- Alacant - Alicante
- Elx - Elche
- Castelló de la Plana - Castellón de la Plana
- Torrevella - Torrevieja
- Benidorm - Benidorm
- Ontinyent - Onteniente
- Petrer - Petrel
- Casinos - Casinos
- Vila-real - Villarreal
- Elda - Elda
- Monòver - Monóvar
- Alzira  - Alzira
- Villena - Villena
- Bunyol - Buñol
- Saix - Sax
- Novelda - Novelda
- Sagunt - Sagunto

In corsivo la denominazione in lingua castigliana, contrapposta a quella in valenzano.

## Fiumi principali
- Túria

- Segura

## Feste
- Fallas
- Mori e cristiani di Alcoy
- Magdalena
- 9 de Octubre